# Бовения мелкопильчатая
Bowenia serrulata — вид саговников рода Бовения (лат. Bowenia).

## Ареал
Эндемик района Байфилд (англ. Byfield), Квинсленд, Австралия.

## Ботаническое описание
Растение с подземным стеблем, образующим клубни. Листья собраны на верхушке стебля, с длинными черешками, состоят из 7—30 листовых пластинок с характерным зубчатым краем (отсюда видовой эпитет). Мужские шишки яйцевидные, около 5 см длиной и 2,5 см в диаметре, женские шишки — до 15 см длиной. Семена 4,5 см длиной, окружены сочными покровами пурпурного цвета. Опыление энтомофильное — жуками рода Miltotranes, семейство Curculionidae. 